# Дровецький Віталій Семенович
Віталій Семенович Дровецький (3 травня 1945, Херсон, Українська РСР, СРСР — 2001, Херсон, Україна) — український радянський футболіст, нападник або півзахисник.

## Біографічні відомості
Вихованець херсонської футбольної школи. У дебютному сезоні став кращим бомбардиром місцевої команди майстрів. Своєю грою привернув увагу тренерського штабу київського «Динамо». У вищій лізі дебютував 9 травня 1965 року проти донецького «Шахтаря»: в середині другого тайму замінив Анатолія Пузача, а за п'ять хвилин до завершення матчу переграв голкіпера суперників Юрія Коротких. Через тиждень грав у стартовому складі кубкового поєдинку з новосибірським СКА (поразка 1:2). Влітку виходив на поле у лігових іграх проти одеського «Чорноморця» і тбіліського «Динамо» (відповідно замість Віктора Серебрянікова і Валерія Веригіна). 1966 року кияни вдруге стали чемпіонами Радянського Союзу, але Віталій Дровецький грав лише за команду дублерів. 1967 рік розпочав у складі команди другого дивізіону «Зірка» (Кіровоград), а завершив — у луганській «Зорі». За луганський клуб зіграв 15 матчів і відзначився голом у ворота московського ЦСКА. Наступного року повернувся до рідного міста і протягом восьми сезонів захищав кольори «Локомотива», який виступав у другій групі класу А (1968—1969) і українській зоні другої ліги. Всього провів в елітній лізі — 18 матчів (2 голи), у другому дивізіоні — 139 (25).

## Статистика
| Сезон | Клуб                   | Чемпіонат | Чемпіонат | Чемпіонат | Кубок | Кубок |
| Сезон | Клуб                   | Ліга      | І         | Г         | І     | Г     |
| ----- | ---------------------- | --------- | --------- | --------- | ----- | ----- |
| 1963  | «Будівельник» (Херсон) | Д-2       | 31        | 11        | 3     | 1     |
| 1964  | «Будівельник» (Херсон) | Д-2       | 17        | 2         | 2     | 1     |
|       | «Динамо» (Київ)        | Д-1       | —         | —         | —     | —     |
| 1965  | «Динамо» (Київ)        | Д-1       | 3         | 1         | 1     | 0     |
| 1966  | «Динамо» (Київ)        | Д-1       | —         | —         | —     | —     |
| 1967  | «Зірка» (Кіровоград)   | Д-2       | 11        | 3         | 1     | 0     |
|       | «Зоря» (Луганськ)      | Д-1       | 15        | 1         | —     | —     |
| 1968  | «Локомотив» (Херсон)   | Д-2       | 40        | 4         | 1     | 1     |
| 1969  | «Локомотив» (Херсон)   | Д-2       | 40        | 4         |       |       |
| 1970  | «Локомотив» (Херсон)   | Д-3       |           | 3         | 1     | 0     |
| 1971  | «Локомотив» (Херсон)   | Д-3       |           | 4         |       |       |
| 1972  | «Локомотив» (Херсон)   | Д-3       |           | 3         |       |       |
| 1973  | «Локомотив» (Херсон)   | Д-3       |           | 6         |       |       |
| 1974  | «Локомотив» (Херсон)   | Д-3       |           | 6         |       |       |
| 1975  | «Локомотив» (Херсон)   | Д-3       |           | 2         |       |       |